# Степен пор
Степният пор (Mustela eversmanii) е един от най-редките български бозайници. Населява открити пространства, храни се най-вече с гризачи – лалугери, хомяци, по-рядко с гущери, змии, птици. Загубата на местообитания и бракониерството, са причина днес степният пор да се среща изключително рядко в България. Много съобразителни и интелигентни животни, поровете носят незаслужено славата на безпощадни убийци. Както всички порови – невестулки, златки, белки, те са преследвани от човека заради щетите, които нанасят на стопаните. В повечето случаи обаче те са пренебрежимо малки и не оправдават убиването им. Мъжките на дължина достигат 37-56 cm, опашката от 8-18 cm и тежи до 2050 гр. Женските са 29-52 cm, а опашката 7-18 cm и тежат 1350 гр. Женската ражда през април и май от 8-18 малки след 1 месец малките проглеждат. Степния пор се среща в Азия от Северен Урал и Сибир до Амур, на юг до Монголия, Тибет и Северен Китай, разпространен е в югоизточната част на Европа, а на запад най-надалеч до Австрия, Чехия, Словакия и Германия.
За първи път за територията на България е съобщен от зоолога Николай Боев.